# Franz Nikolasch
Franz Nikolasch (* 3. April 1933 in Millstatt am See; † 3. Oktober 2022 in Klagenfurt am Wörthersee) war ein österreichischer römisch-katholischer Theologe, Liturgiewissenschaftler, Christlicher Archäologe und Universitätsprofessor.

## Leben
Franz Nikolasch studierte nach seiner Matura am Marianum Tanzenberg ab 1952 Philosophie und Theologie an der Päpstlichen Universität Gregoriana in Rom und empfing 1958 die Priesterweihe. 1961 wurde er an der Gregoriana zum Doktor der Theologie promoviert.
Er war anschließend Religionslehrer in Villach und Pfarrprovisor an der Stadtpfarrkirche Villach. Später lehrte Nikolasch an der philosophisch-theologischen Lehranstalt in Klagenfurt und wurde Rektor des Bildungsheimes St. Georgen am Längsee.
1967 habilitierte sich Nikolasch an der Universität Salzburg im Fach Liturgiewissenschaften und Christliche Archäologie und wurde 1969 zum Universitätsprofessor ernannt. In dieser Funktion war er wesentlich am Aufbau des neu geschaffenen Instituts für Liturgiewissenschaft und Sakramententheologie beteiligt. Nach Salzburg übersiedelt, wirkte er dort auch als Seelsorger der Wallfahrtskirche St. Leonhard in Grödig.
Nikolasch übernahm in der Folge universitäre Leitungsfunktionen als Dekan der theologischen Fakultät 1971 und als Rektor der Salzburger Universität 1973. Später wurde er Mitglied des Senates. Er wurde 2011 emeritiert.
Franz Nikolasch starb im Oktober 2022 im 90. Lebensjahr.

## Wirken
Der Liturgiefachmann Nikolasch war Konsultor des Consiliums zur Durchführung der Liturgiekonstitution sowie Mitglied der Liturgischen Kommission für Österreich. Er war auch an der Erstellung neuer liturgischer Bücher durch das Zweite Vatikanische Konzil beteiligt. Weitere Forschungsfelder sind das liturgische Recht, das Sakrament der Versöhnung und die Communio-Ekklesiologie.
Neben seinen wissenschaftlichen Leistungen befasst sich Nikolasch aber auch mit kulturellen Angelegenheiten und mühte sich um den Dialog zwischen Kunst und Kirche, u. a. als Vorsitzender des Salzburger Landeskulturbeirates oder als Obmann der Millstätter Musikwochen.
1973 gründete er in St. Leonhard bei Salzburg den Adventmarkt zugunsten der Lebenshilfe Salzburg.
Nach seiner Pensionierung wirkte Nikolasch in vielen privaten und öffentlichen Gremien mit, um die Erneuerung der Kirche von innen und außen voranzutreiben. Franz Nikolasch hat zahlreiche Bücher, Buchbeiträge und wissenschaftliche Aufsätze verfasst.
Die Marktgemeinde Grödig ernannte ihn zum Ehrenbürger.

## Schriften (Auswahl)
- Das Lamm als Christussymbol in den Schriften der Väter 1963.
- Zur Ikonographie des Widders von Gen 22, Vigiliae Christianae 23 (1969) 197–223.
- Zur Deutung der „Dominus-legem-dat“-Szene, 1970.
- Abriss der Geschichte der römischen Eucharistiefeier, 1970.
- The Sacrament of Penance: Learning from the East, 1971.
- Die Feier der Busse, Theologie und Liturgie (= Pastorale Handreichungen, Band 8), Echter, Seelsorge-Verlag, Würzburg 1974, ISBN 3-429-00347-4.
- Domitian von Millstatt – eine Erfindung des 12. Jahrhunderts, 1990.
- Millstatt: Hauptpfarrkirche St. Salvator und Allerheiligen, Stiftsmuseum, Kalvarienbergkapelle: Diözese Gurk, Dekanat Gmünd-Millstatt, Kärnten, Fotos von Gregor und Marcel Peda, hg. von Katholischen Stiftspfarramt (= Peda-Kunstführer, Band 795). Peda, Kunstverlag Passau, 2010, ISBN 978-3-89643-795-2 (deutsch, englisch, italienisch).

## Nachruf
- Alexander Zerfass: Nachruf Franz Nikolasch. Gottesdienst 57.1 (2023) S. 9.